# محمد امامی کاشانی
محمد آقا امامی معروف به محمد امامی کاشانی (۱۰ مهر ۱۳۱۰ – ۱۲ اسفند ۱۴۰۲) روحانی شیعه ایرانی، متولی و مدیر مدرسه عالی شهید مطهری، نماینده تهران در مجلس خبرگان رهبری در دوره‌های ۱ تا ۵ و امام جمعه موقت تهران از ۸ آبان ۱۳۶۰ تا اسفند ۱۴۰۲ بود.
نماز عید قربان سال ۱۳۹۵ نیز در تهران به امامت وی برگزار شد. 
وی از نزدیکان و معتمدان اکبر هاشمی رفسنجانی بود که در سال ۱۳۹۴ در لیست خبرگان مردم قرار داده شد و نفر دوم از تهران بعد از هاشمی رفسنجانی به مجلس خبرگان راه یافت.

## تحصیل
امامی کاشانی در دوران تحصیلات حوزوی در سن ۲۳ سالگی در کلاس درس خارج سید حسین طباطبایی بروجردی، سید محمد محقق داماد و روح‌الله خمینی شرکت داشت و فلسفه را نیز نزد سید محمد حسین طباطبائی و سید ابوالحسن رفیعی قزوینی فرا گرفت.

## فعالیت‌ها
امامی کاشانی از اعضای تشکیل‌دهنده جامعه روحانیت مبارز بود. پس از انقلاب به عنوان نماینده ولی فقیه در شهربانی، عضویت شورای نگهبان و تولیت مدرسه عالی شهید مطهری برگزیده شد. همچنین با تشکیل شورای عالی تبلیغات درصدد هماهنگی بیشتر در تبلیغات فرهنگی و دینی گام برداشت. پس از آن به عنوان رئیس دیوان عدالت اداری به فعالیت پرداخت.
در سال ۱۳۵۹ با تشکیل اولین دوره مجلس شورای اسلامی، به نمایندگی از مردم کاشان وارد مجلس شد
با حکم سید روح‌الله خمینی در ۲ اردیبهشت ۱۳۶۸ عضو هیئت بازنگری قانون اساسی جمهوری اسلامی ایران گردید.
وی با وجود تأیید صلاحیت از جانب شورای نگهبان از ششمین دوره انتخابات مجلس خبرگان رهبری کناره‌گیری کرده بود.

## اتهام فساد مالی
عباس پالیزدار طی سخنرانی‌هایی در ۱۴ اردیبهشت ۱۳۸۷ در دانشگاه بوعلی همدان و ۷ خرداد همان سال در دانشکده حقوق دانشگاه شیراز، محمد امامی کاشانی و دستکم ۵۰ تن از مقامات ارشد و روحانیان با نفوذ جمهوری اسلامی را با ذکر نام به «فساد اقتصادی»، «رانت خواری» و در برخی موارد به «فساد اخلاقی» متهم کرد.

## درگذشت
امامی کاشانی، در ۱۲ اسفندماه ۱۴۰۲ در سن ۹۲ سالگی به علت ایست قلبی در تهران درگذشت و ۱۵ اسفند ۱۴۰۲ در حرم امام رضا به خاک سپرده شد.